# Armand Randrianasolo
Armand Randrianasolo (nascut el 1958) és un botànic malgaix de Madagascar. És curator del Centre W.L. Brown, del Missouri Botanical Garden.
Es va llicenciar el 1988 a la Universitat d'Antananarivo, Madagascar.

## Algunes publicacions
- Armand Randrianasolo, P.P. Lowry II. 2009. Four new species and one new combination in the Malagasy endemic genus Micronychia Oliv. (Anacardiaceae). Adansonia 3, 31(1): 157–168
- Susan K. Pell, J.D. Mitchell, P.P. Lowry II, a. Randrianasolo, l.e. Urbatsch. 2008. Phylogenetic slipts of Malagasy and African Taxa of Protorhus and Rhus (Anacardiaceae) based on cpDNA trnL-trnF and nrDNA ETS and ITS Sequence data. Systematic Botany 33 (2): 375–383
- Zachary S. Rogers, A. Randrianasolo, J.S. Miller. 2006. New Species of Ludia (Salicaceae) from Madagascar’s Eastern Littoral Forest. Novon 16: 409–416
- John D. Mitchell, D.C. Daly, S.K. Pell, A. Randrianasolo. 2006b. Poupartiopsis gen. nov. and its context in Anacardiaceae classification. Systematic Botany 31 (2): 337–348
- A. Randrianasolo, P.P. Lowry II. 2006c. Operculicarya (Anacardiaceae) revisited: an updated taxonomic treatment for Madagascar and the Comoro Islands, with descriptions of three new species. Adansonia 3, 28 (2): 359–371
- J.S. Miller, A. Bradley, A. Randrianasolo, R. Randrianaivo, S. Rakotonandrasana. 2005. Sampling a diverse flora for novel biochemicals: an analysis of NCI collections from Madagascar. Economic Botany 59 (3): 221–230
- S. Cao, J.K. Schilling, J.S. Miller, A. Randrianasolo, R. Andriantsiferana, V.E. Rasamison, D.G.I. Kingston. 2004a. New Cytotoxic Alkyl Phloroglucinols from Protorhus thouvenotii. Planta Med. 70: 683–684
- A. Randrianasolo, Porter P. Lowry II. 2004b. A new species of Campnosperma Thwaites (Anacardiaceae) from northeastern Madagascar. Adansonia 3, 26 (2): 213–216
- A. Randrianasolo. 2003. Anacardiacaea. En: The Natural History of Madagascar. S. M. Goodman & J. P. Benstead (eds.), Chicago Press, Chicago, pp. 398–402
- A. Randrianasolo, J.S. Miller, trisha Consoglio. 2002. Application of IUCN Criteria and Red List Categories on species of five Anacardiaceae genera in Madagascar. Biodiversity and Conservation Journal 11: 1289–1300
- A. Randrianasolo. 2000. A taxonomic revision of the Malagasy endemic genus Micronychia (Anacardiaceae). Adansonia 3, 22 (1): 145–155
- A. Randrianasolo, J.S. Miller. 1999a. A New Species of Poupartia (Anacardiaceae) from Madagascar. Novon 9: 546–548
- A. Randrianasolo, J.S. Miller. 1999b. Revision Taxonomic of the genus Sarcolaena (Sarcolaenaceae). Ann. Missouri Bot. Gard. 86 (3):702–722
- S. Nilsson, a. Randrianasolo. 1999c. Morphology and Functional Aspects of Pollen in the Sarcolaenaceae. Palaeoeco. Africa 26: 191–200
- A. Randrianasolo, J.S. Miller. 1998a. A revision of Campnosperma (Anacardiaceae) in Madagascar. Adansonia 3, 20 (2): 285–293
- J.S. Miller, A. Randrianasolo. 1998b. New Taxa and Nomenclatural Notes on the Flora of the Marojejy Massif, Madagascar. Anacardiaceae: A new species of Campnosperma. Novon 8: 170–177
- Randrianasolo. 1998c. Systematics and evolution of three Malagasy genera of Anacardiaceae: Micronychia Oliv., Protorhus Engl. and Rhus section Baronia (Baker) H.Perrier.

Editor Univ. of Missouri--St. Louis, 410 pp.
- A. Randrianasolo, J.S. Miller. 1994. Sarcolaena isaloensis, a New Species of Sarcolaenaceae from Isalo, South Central Madagascar. Novon 4: 290–294
- A. Randrianasolo. 1993. Systematic revision of the genus Sarcolaena (Sarcolaenaceae). Editor Univ. of Missouri-St. Louis, 152 pp.